# Désordre (pel·lícula de 1986)
Désordre és una pel·lícula francesa dirigida per Olivier Assayas, estrenada el 1986.

## Sinopsi
Dos nois, Yvan i Henri, i una noia, Anne, són membres molt implicats d'una banda de rock. Un dia, irrompen en una botiga d'instruments musicals per robar-ne uns quants, però el cas va malament perquè, accidentalment, maten el propietari de la botiga. La policia no sospitarà d'ells, però el seu destí es capgirarà. A partir d'ara, entre ells, res serà igual. El desordre s'instal·la...

## Repartiment
- Wadeck Stanczak : Yvan
- Ann-Gisel Glass : Anne
- Lucas Belvaux : Henri
- Rémi Martin : Xavier
- Corinne Dacla : Cora
- Simon de La Brosse : Gabriel
- Étienne Chicot : Albertini
- Philippe Demarle : Marc
- Juliette Mailhé : Cécile
- Étienne Daho : Jean-François
- Philippe Laudenbach : pare de Gabriel
- Maxime Leroux : Proprietari de la revista
- Salem Ludwig : Recepcionista
- Hervé Boucher : Barman al bar Corail
- Roxanne Frias : Amiga d'Albertini
- Allen Hoist : Productor del disc
- Philippe Manin : enginyer de so
- Jean-Pierre Morgand : Guitarrista
- Pierre Romans : Paul
- Guy-Patrick Sainderichin : Barman als banys

## Distincions
- Premi FIPRESCI a la 43a Mostra Internacional de Cinema de Venècia.[3]